# Ginés Ramón García Beltrán

Ginés Ramón García Beltrán (Lorca, Espanha, 3 de outubro de 1961) é um clérigo espanhol e bispo católico romano de Getafe.
Ginés Ramón García Beltrán recebeu o Sacramento da Ordem em 20 de setembro de 1985 para a Diocese de Almería.
Em 3 de dezembro de 2009, o Papa Bento XVI o nomeou ao bispo de Guadix. O Núncio Apostólico na Espanha, Dom Renzo Fratini, o consagrou em 27 de fevereiro de 2010; Os co-consagradores foram o Bispo de Almería, Adolfo González Montes, e o Bispo Emérito de Guadix, Juan García-Santacruz Ortiz. 
Em 13 de julho de 2016, tornou-se membro do Secretariado das Comunicações (hoje: Dicastério para as Comunicações) da Cúria Romana.
O Papa Francisco o nomeou Bispo de Getafe em 3 de janeiro de 2018. A posse ocorreu em 24 de fevereiro do mesmo ano.